# Manuel Pinto da Fonseca
Manuel Pinto da Fonseca (ur. 24 maja 1681 w Lamego, zm. 23 stycznia 1773 w Valletcie) − 68. wielki mistrz Zakonu Kawalerów Maltańskich (joannitów) w latach 1741–1773, Portugalczyk.

## Życiorys
Był portugalskim szlachcicem, urodzonym w Królestwie Portugalii. Rodzicami byli Miguel Álvaro Pinto da Fonseca, alkad Ranhados i Ana Pinto Teixeira.
Na urząd wielkiego mistrza wybrany został 18 stycznia 1741. Jako wielki mistrz nadał 25 maja 1743 prawa miejskie maltańskiej miejscowości Qormi, która nosi też nazwę Città Pinto od nazwiska da Fonseca. 
W 1749 jedna z gwardii Manuela Pinto nie przystąpiła do spisku organizowanego przez paszę Mustafę. Muzułmańscy niewolnicy zawiązali spisek, chcąc obalić wielkiego mistrza. Da Fonseca zapobiegł rewolcie. Na pamiątkę tego wydarzenia na Malcie w sposób uroczysty obchodzi się rocznicę każdego roku, 29 czerwca. 

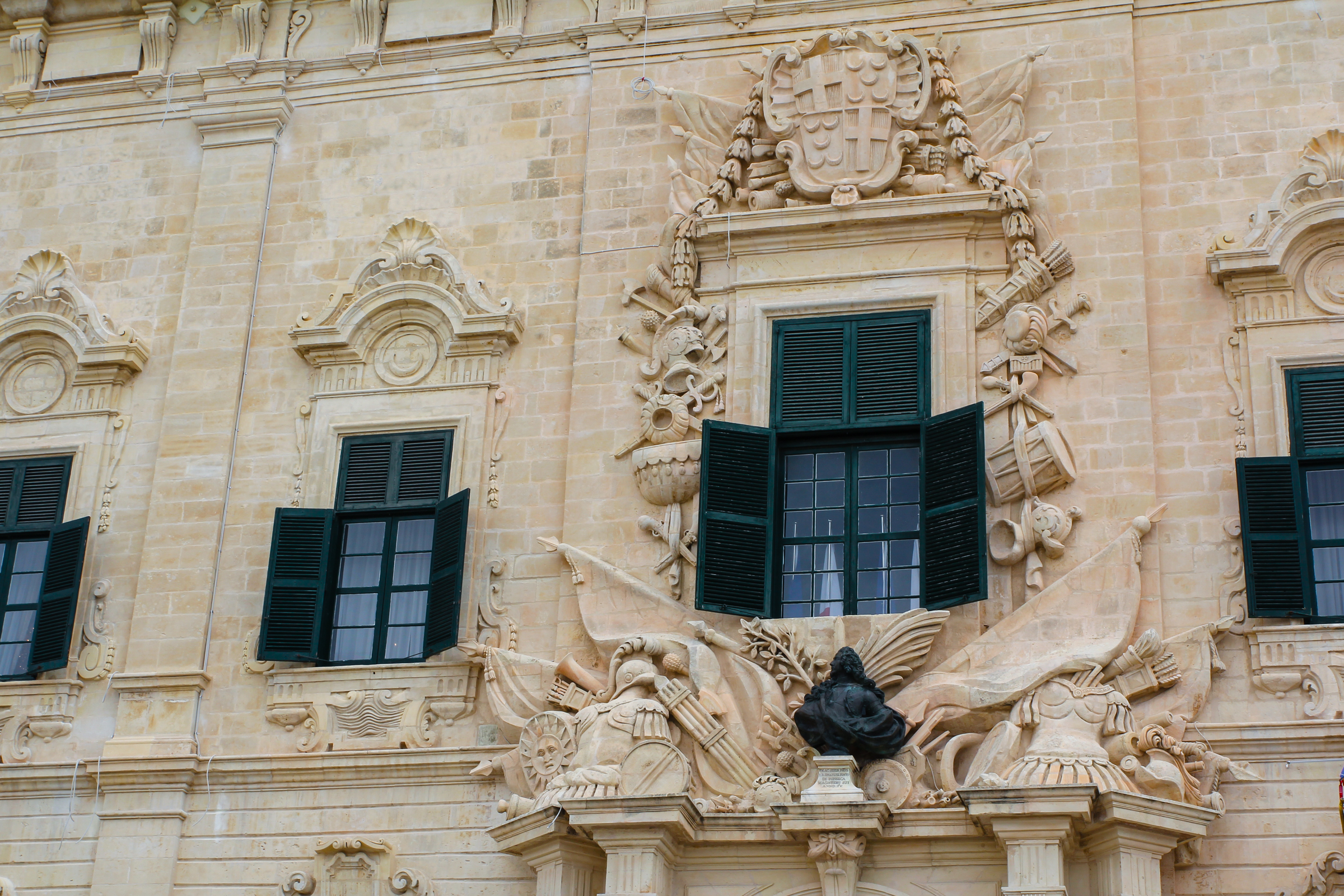
Zajazd Kastylijski (1741–1745), z popiersiem Pinto

Manuel Pinto ustanowił szereg nowych tytułów szlacheckich na wyspach, wzbudzając tym sprzeciw starych rodów szlacheckich; nałożył podatek, który wykorzystano do budowy licznych budynków, m.in. obecnej siedziby premiera Malty. Usunął z Malty jezuitów. Ich Collegium Meltense podniósł do rangi Uniwersytetu Maltańskiego. Dokończył rozpoczętą w 1574 budowę Berġa ta' Kastilja w Valletcie; fasadę budowli zdobi jego popiersie i herb. Wzniósł również 19 magazynów nad brzegiem morza (Valletta Waterfront z Pinto Wharf we Florianie), które do dzisiaj noszą jego imię. 
De Fonseca przyznał szereg beneficjów klasztornej konkatedrze św. Jana w Valletcie. Jest pochowany w niej w kaplicy Kastylijskiej (jednej z ośmiu kaplic poszczególnych langues „języków Zakonu”), w grobowcu, na którym kazał umieścić mozaikę przedstawiającą swój portret. Mozaika stanowi atrakcję turystyczną Valletty.

## Herb

Herb Qormi

Jego herb przedstawia pięć czerwonych półksiężyców symbolizujące pięciu Turków, których wielki mistrz zabił w walce. Motyw ten znajduje się także na fladze miasta Qormi.